# Меріанн Жан-Батист
Меріанн Жан-Батист (англ. Marianne Jean-Baptiste) — англійська акторка, співачка, авторка пісень, композиторка та режисерка. Відома ролями Гортензії Камбербетч у фільмі «Таємниці і брехня» (1996) та Вівіян Джонсон у серіалі «Без сліду» (2002—2009).

## Біографія
Народилася 26 квітня 1967 року у Лондоні. Пройшла класичну акторську підготовку у Королівські академії драматичного мистецтва (Royal Academy of Dramatic Art) та виступала на сцені Королівського національного театру (Royal National Theatre). 1994 року стала номінанткою премії Іана Шарлезона за роль у п'єсі «Міра за міру».

## Кар'єра
Здобула міжнародне визнання, зігравши роль Гортензії Камбербетч у драмі «Таємниці і брехня» (1966). Саме ця роль принесла їй номінації на «Золотий глобус» та премію «Оскар» за найкращу жіночу роль другого плану. 1997 року звинуватила кіноіндустрію у расизмі, коли її не покликали на фестиваль з нагоди 50-ї річниці Британського кіно, куди запросили 50 найкращих акторів Великої Британії. В одному із інтерв'ю вона наівть заявила, що Британія тепер далеко не однорідне «біле» суспільство.
Окрім акторської діяльності, Жан-Батист також займається й музикою — є композиторкою та авторкою пісень. Вона, зокрема, записала блюзовийальбом та створила музичний супровід для кінофільму «Кар'єристка» (1997). 1999 року виконала роль Дорін Лоуренс у фільмі «Вбивство Стефен Лоуренс».
Переїхавши разом із сім'єю до США (чоловік та 2 доньки), почала свою кар'єру на американському телебаченні. У 2002—2009 роках входила до головного акторського складу серіалу «Без сліду», де зіграла роль Вівіян Джонсон. Акторка з'явилася й у таких фільмах як: «Хлопчики нальотчики» (2010), «Стіна з секретами» (2010), «Закон Гаррі» (2012), а 2014 року виконала роль начальника детройської поліції Карен Дін у фільмі «Робокоп».
З 2014 по 2016 рр. входила до головного акторського складу серіалу «Сліпа зона», де зіграла роль Бетані Мейфер, заступника директора ФБР. А у 2017 році з'явилася у серіалі «Тренувальний день».

## Фільмографія
| Рік             | Назва                               | Оригінальна назва              | Роль                  | Примітки                |
| --------------- | ----------------------------------- | ------------------------------ | --------------------- | ----------------------- |
| 1991            | Одного разу                         | Once Upon a Time               | Нянька                |                         |
| 1991            | Лондон убиває мене                  | London Kills Me                | Няня                  |                         |
| 1994            | Метод Крекера                       | Cracker                        | Марція                | (1 епізод, 1994)        |
| 1996            | Розрізення                          | Distinction                    | Секретарка            |                         |
| 1996            | Таємниці і брехня                   | Secrets & Lies                 | Гортензія Камбербетч  |                         |
| 1996            | Шерман                              | Sharman                        | Прешес                | (1 епізод, 1996)        |
| 1997            | Містер Заздрість                    | Mr. Jealousy                   | Лукреція              |                         |
| 1998            | Як влаштувати найжорстокіший місяць | How to Make the Cruelest Month | Крістіна Паркс        |                         |
| 1998            | Весілля                             | The Wedding]                   | Еллен Коулс           | Телевізійний мінісеріал |
| 1998            | Нікуди йти                          | Nowhere to Go                  | Лінн Джейкобс         |                         |
| 1998            | Вбивця ворон                        | A Murder of Crows              | Елізабет Поуп         |                         |
| 1999            | 24 години з життя жінки             | The 24 Hour Woman              | Медалін Лейбелл       |                         |
| 1999            | Вбивство Стефен Лоуренс             | The Murder of Stephen Lawrence | Дорін Лоуренс         | Телевізійний мінісеріал |
| 1999            | Чоловік                             | The Man                        | Мішель                | Телефільм               |
| 2000            | 28 днів                             | 28 Days                        | Рошенда               |                         |
| 2000            | Клітка                              | The Cell                       | д-р Міріам Кент       |                         |
| 2001            | 8 жінок                             | Women in Film                  | Сара                  |                         |
| 2001            | Лише чоловіки                       | Men Only                       | Джемма                | Телефільм               |
| 2001            | Новий рік                           | New Year's Day                 | Вероніка              |                         |
| 2001            | Шпигунські ігри                     | Spy Game                       | Гледіс Дженніп        |                         |
| 2001            | Страх                               | The Fear                       | Оповідачка            | Телесеріал              |
| 2002            | Не пояснюй                          | Don't Explain                  | Елана                 |                         |
| 2003            | Люблю тебе                          | Loving You                     | Джюд                  | Телефільм               |
| 2005            | Ласкаво просило до Каліфорнії       | Welcome to California          | Тіна                  |                         |
| 2006            | Джем                                | Jam                            | Лоррейн               |                         |
| 2008            | Місто Ембер                         | City of Ember                  | Клері                 |                         |
| 2009            | Кімнати                             | Rooms                          |                       | Короткометражка         |
| 2009            | Привид пекарні                      | The Bake Shop Ghost            | Енні Вашингтон        |                         |
| 2002–2009       | Без сліду                           | Without a Trace                | Вівіян Джонсон        |                         |
| 2010            | Хлопчики-нальотчики                 | Takers                         | Наомі                 |                         |
| 2010            | Стіна з секретами                   | Secrets in the Walls           | Белла                 | Телефільм               |
| 2011            | Закон Гаррі                         | Harry's Law                    | Суддя Патриція Сібрук | 2 епізоди               |
| 2011            | Сини анархії                        | Sons of Anarchy                | Вівіка                | 1 епізод                |
| 2011            | Віолет і Дейзі                      | Violet & Daisy                 | Номер 1               |                         |
| 2012            | 360                                 | 360                            | Френ                  |                         |
| 2012            | Навчання польотам                   | Won't Back Down                | Олівія Лопез          |                         |
| 2012            | Приватна практика                   | Private Practice               | Гебі Рівера           | 2 епізоди               |
| 2013            | Момент                              | The Moment                     | д-р Блум              |                         |
| 2014            | Робокоп                             | RoboCop                        | Керін Дін             |                         |
| 2014            | На межі майбутнього                 | Edge of Tomorrow               | д-р Віттл             |                         |
| 2015 — наші дні | Бродчорч                            | Broadchurch                    | Шерон Бішоп           | 8 епізодів              |
| 2015–2016       | Сліпа зона                          | Blindspot                      | Бетані Мейфер         | 22 епізоди              |
| 2017-наші дні   | Тренувальний день                   | Training Day                   | Джой Локгарт          |                         |
| 2018            | Кролик Петрик                       | Peter Rabbit                   | генеральний директор  |                         |
| 2018            | Маленька червона сукня              | In Fabric                      | Шейла                 |                         |